# Quercus toumeyi
Quercus toumeyi är en bokväxtart som beskrevs av Charles Sprague Sargent. Quercus toumeyi ingår i släktet ekar, och familjen bokväxter. IUCN kategoriserar arten globalt som livskraftig. Inga underarter finns listade i Catalogue of Life.